# Pasado el meridiano

Pasado el meridiano es una película colombiana de 1965 escrita y dirigida por José María Arzuaga.

## Sinopsis
Esta película cuenta la historia de Augusto quien trabaja como ascensorista de una empresa de publicidad. Los problemas llegan cuando Augusto se entera de que su madre ha fallecido en el pueblo del que él proviene, Augusto deberá conseguir el permiso para poder asistir al entierro de su madre, cosa que no le será fácil.

## Argumento
Augusto recibe la noticia del fallecimiento de su madre. Este se lo informa a Helda, la secretaria del jefe de la agencia de publicidad, en busca de un permiso para asistir al funeral. Helda no le presta atención y en cambio le pide que se bañe y use el uniforme que se le dio. 
Augusto sube a la azotea del edificio, y mientras toma un baño, recuerda la vez que visitó unos termales en compañía de Carlos (un compañero de trabajo) y Zoé, la esposa de Carlos. Una mujer, Nuri Vásquez se une al grupo en compañía de su anciano tío. El grupo departe un rato hasta que el tío sufre un ataque.
Augusto termina de bañarse en la azotea y sale al mercado del Pasaje Rivas, a visitar al sastre que confecciona su uniforme, Don Sarmiento. Augusto se prueba el uniforme y aunque no está del todo contento con el trabajo del sastre, paga y regresa a la agencia. Intenta hablar con su jefe, pero la atención de este está volcada a la inminente visita de un cliente muy importante: Buitrago, dueño de una empresa que produce un suplemento alimenticio llamado Alinutrina. Producto que está programado para se lanzado ese día.
El jefe manda a llamar a Edgar, jefe creativo de la agencia para que se encargué de unas sesiones fotográficas. Una retratando a una familia de escasos recursos sosteniendo empaques de Alinutrina; y otra retratando a unas modelos para promocionar un brasier.
Cuando finalmente llega Buitrago, el cliente, Augusto sigue rondando por allí sin atreverse a hacer la petición del permiso. Aparece Zoé (que también trabaja en la agencia). El jefe presenta a Buitrago dos de las modelos que trabajan en la agencia. Finalmente, llega la hora del lanzamiento de Alinutrina y un grupo de la agencia conformado por el jefe, Buitrago, Carlos, Edgar, Augusto y las dos modelos parten hacia el sur de la ciudad.
Toda la mañana de Augusto se va en seguir al grupo de la Agencia. El lanzamiento se realiza en un barrio de invasión de la ciudad. Una fuerte ventisca hace caer los letreros publicitarios y las muestras del producto, por lo que el evento es cancelado. Cosa que hace entrar en desesperación a Edgar. En el trayecto de regreso, el auto del jefe de la agencia atropella a un hombre, situación que sólo produce un retraso en el horario del jefe.
Al regresar a la agencia, el jefe y Buitrago, Helda y Edgar asisten a la proyección de un documental publicitario de Alinutrina. Carlos desempeña el papel de proyeccionista. Augusto sube en el ascensor con Zoé. Cuando Augusto le cuenta a Zoé que su madre murió recientemente, Zoé lo besa. La escena es interrumpida por el teléfono del ascensor que solicita la presencia de Augusto en otro lugar.
El jefe y Buitrago terminan de ver el documental y piden a Carlos que proyecte una película erótica. Buitrago corteja a una de las modelos de la agencia mientras ven la película. La proyección se interrumpe por el regreso del documental de Alinutrina. El jefe se enfurece con Carlos y lo regaña en frente de todos los asistentes en la sala de proyección. 
Augusto aprovecha para pedir nuevamente a Helda el permiso y un dinero para poder viajar al entierro. Helda le extiende, molesta, el dinero y le promete a Augusto que ella se encargará de preparar el permiso con el jefe.
Augusto, aún uniformado, toma el tren rumbo al entierro de su madre. Mientras Augusto contempla el paisaje de las afueras de la ciudad, recuerda una caminata con la mujer que conoció en los termales, Nuri. Caminan por un sitio de construcción de edificios modernos.  Augusto intenta cortejar a esta mujer, mientras un hombre desconocido los observa de lejos. 
Cuando la pareja está por tener sexo, el hombre desconocido acompañado de otros asaltan a la pareja. Augusto huye del lugar dejando a su suerte a Nuri. Los hombres abusan de ella. Esa noche. Augusto llama a casa de Nuri, quien le contesta le dice que ella no ha llegado aún.  El silbato del tren saca a Augusto de su recuerdo. Ya es de noche.
Los recuerdos de Augusto siguen. Esta vez recuerda la vez que vio a Nuri en el parque nacional antes del asalto. La sigue y simula encontrarla de casualidad. Los dos hablan un rato, se hacen fotografiar.
De nuevo, en el tren, Augusto rompe ese retraso que llevaba consigo. Augusto se levanta y sale del vagón se asoma al borde del mismo y mira el paisaje. El tren llega su destino y Augusto se apea. Finalmente llega al pueblo y habla con los curas que la enterraron. Allí se entera de que debe dinero por la misa que van a oficiar. Augusto asiste a la misa aún sin saber la ubicación de la tumba de su madre, porque los curas la desconocen y le recomiendan hablar con el sepulturero.
Más tarde, Augusto camina por el cementerio buscando la tumba, al no encontrarla sale de allí y camina por la autopista. En el camino encuentra a un grupo de personas que bailan y ríen junto a un auto varado. Una de las personas le pide a ayuda a Augusto para empujar el auto y le promete algo de dinero. Las personas que bailaban se suben al auto y cuando este enciende, el conductor acelera dejando atrás a Augusto. 
Augusto sigue caminando por la carretera.